# Dendrobium cymboglossum
Dendrobium cymboglossum är en orkidéart som beskrevs av Jeffrey James Wood och Anthony L. Lamb. Dendrobium cymboglossum ingår i släktet Dendrobium, och familjen orkidéer. Inga underarter finns listade i Catalogue of Life.